# دائرة إلينوي
دائرة إلينوي هي عبارة عن منظمة من الآباء، والمدرسين، وأعضاء مجلس إدارة المدرسة، والعاملين الآخرين الذين يعملون على إعادة المضمون الأكاديمي والتعليمي وإعادة طرق التدريس الفاعلة إلى المدارس.
لقد بدأت دائرة إلينوي بشكل غير رسمي في عام 1995، وكان هذا عندما قامت مجموعة من الآباء، والأمهات، والمدرسين في الضواحي الغربية لشيكاغو بالمشاركة في كل ما يهمهم وإبداء آرائهم حول ما يرون أنه اتجاهات خطرة في تعليم القراءة والرياضيات في مدارسهم. واستطاعوا نشر الأخبار، والنصائح، والاكتشافات عن طريق لوحات الرسائل المتاحة إلكترونيًا واستخدام الإنترنت في الآونة الأخيرة وذلك لإظهار مجهوداتهم في مدارسهم للارتقاء بمستوى التعليم.
ومنذ ذلك الوقت، ودائرة إلينوي تساعد الآلاف من الآباء، والأمهات، والمدرسين، وأعضاء مجلس إدارة المدارس في فهم طبيعة ووعود المخاطر المرتبطة بالابتكارات التي يتم الترويج لها بالمدارس.
واليوم، يتلقى المئات من الأشخاص تحديثات من قائمة أخبار دائرة إلينوي وذلك عبر البريد الإلكتروني للدائرة. ومن بين المشاركين في هذه الدائرة؛ أعضاء هيئة التدريس، وأعضاء مجلس الإدارة، وخبراء التعليم الوطنيين، والكثير من الآباء والأمهات. وكان التركيز الرئيسي محصورًا على التعليم في دائرة إلينوي، في حين أن الكثير من أنشطة المجموعة والمعلومات قابلة للتطبيق في جميع أنحاء الولايات المتحدة وليس في إلينوي فقط.
تشتمل المجالات التي تثير قلق دائرة إلينوي على عملية التوسع في اللغة الجامعية وذلك على نحو يضر بمهارات القراءة وتبني المدرسة بما يُسمى ببرامج الرياضيات الغامضة بدلاً من الاعتماد على برامج الرياضيات المتقنة والحد من دور المدرس كمربٍ وكذلك التقليل العام من جوهر ومضمون المحتوى في المواد الدراسية مثل التاريخ، والأدب، والجغرافيا، والقواعد اللغوية والعلوم.

## المشكلات
يتهم بعض المؤيدين لمناهج المحافظين في التعليم دائرة إلينوي بأنها «منظمة سياسية محافظة». وفي الحقيقة، لا تعد هذه المجموعة سياسية بشكل كبير، ولا تتدخل في أي قضايا سياسية، كما أن بها قادة وأعضاء ديمقراطيين، وجمهوريين، وليبراليين، ومحافظين، وتحرريين.
انتقادات أخرى: «لا تقوم دائرة إلينوي بدعم مفهوم التمييز» (وهذا خطأ)، «أو تغيير طرق التدريس لدعم نظام التعلم لطلاب معينين» (خطأ أيضًا وذلك منذ أن كانت دائرة إلينوي هي الداعم الكبير لإيجاد بيئة أفضل لتعليم الأطفال ذوي الاحتياجات الخاصة).

## وصلات خارجية
- http://www.illinoisloop.org/ موقع دائرة إلينوي الإلكتروني، طرح المعلومات اللازمة عن المواد الشخصية وتعليم الطرق والمسائل المتعلقة بالتدريس وتشغيل المدارس وإدارتها.